# Pedra de Itapuca
Pedra de Itapuca é uma formação rochosa que se localiza entre a Praia de Icaraí, no bairro de Icaraí e Praia das Flechas, no bairro do Ingá, no município de Niterói, no estado do Rio de Janeiro, no Brasil. um dos símbolos da cidade de Niterói. Foi tombada em 1985 pelo Instituto Estadual do Patrimônio Cultural. As águas a seu redor são um tradicional ponto de prática de surfe na cidade.
Está presente no brasão da cidade de Niterói.

## Etimologia
"Itapuca" é um termo de origem tupi, significando "pedra fendida", através da junção dos termos itá (pedra) e puka (fenda). A denominação é uma referência à antiga forma da Pedra de Itapuca, antes de ela ser implodida, em 1840, para o arruamento da região. A pedra formava um arco natural com o continente, daí o seu nome tupi significando "pedra fendida". Com a implosão, o arco foi desfeito, restando dele, atualmente, somente um pilar rochoso no mar, a alguns metros da terra firme.